# Campanula lusitanica
Campanula lusitanica är en klockväxtart som beskrevs av Carl von Linné. Enligt Catalogue of Life ingår Campanula lusitanica i släktet blåklockor och familjen klockväxter, men enligt Dyntaxa är tillhörigheten istället släktet blåklockor och familjen klockväxter. Arten har ej påträffats i Sverige.

## Underarter
Arten delas in i följande underarter:
- C. l. lusitanica
- C. l. specularioides

## Bildgalleri

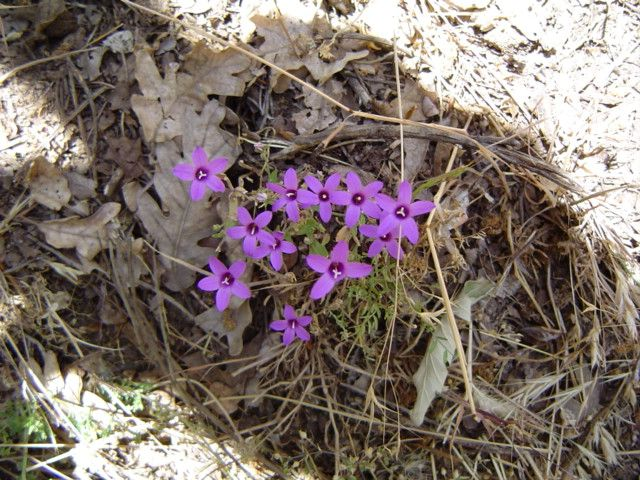
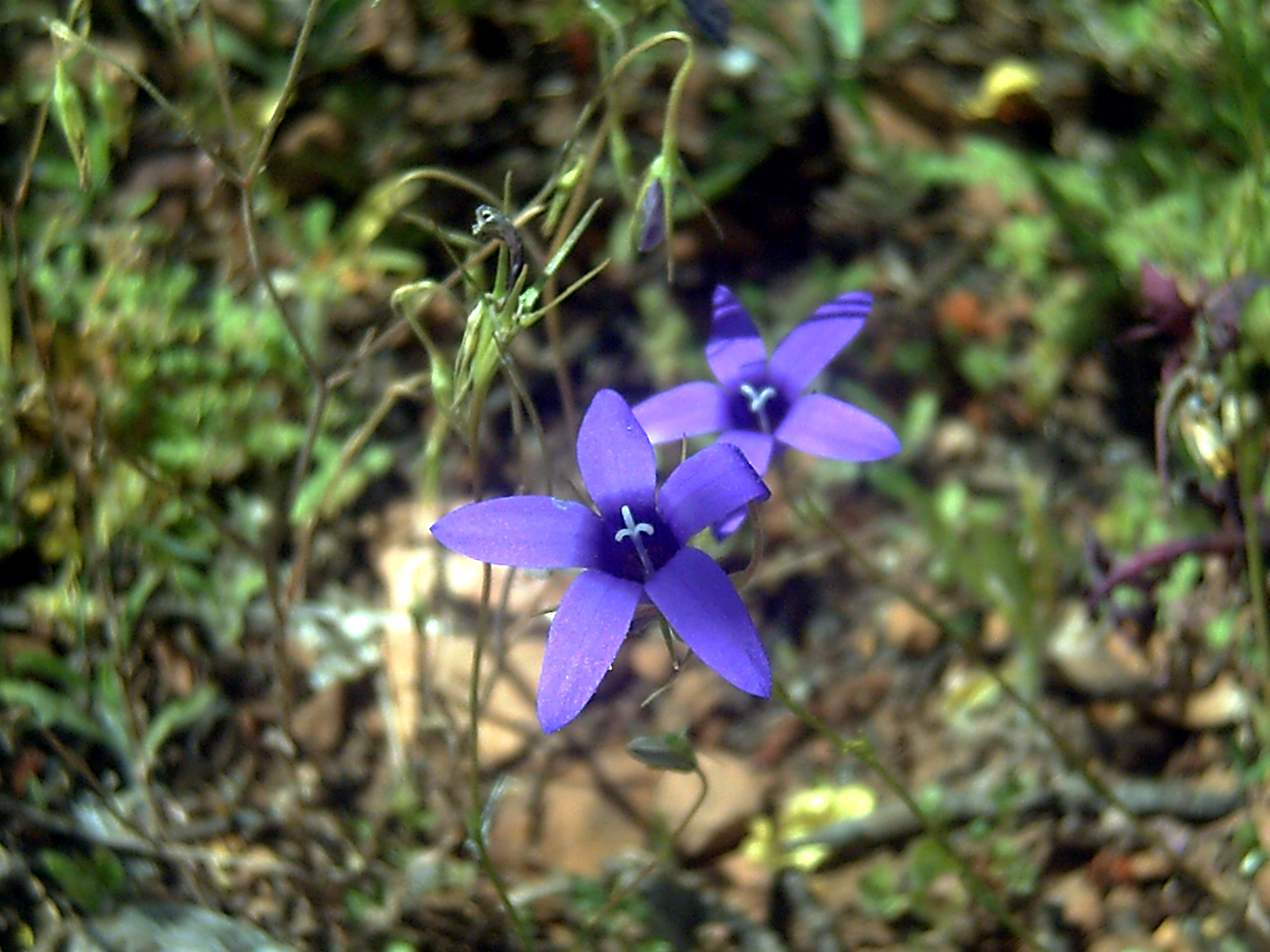
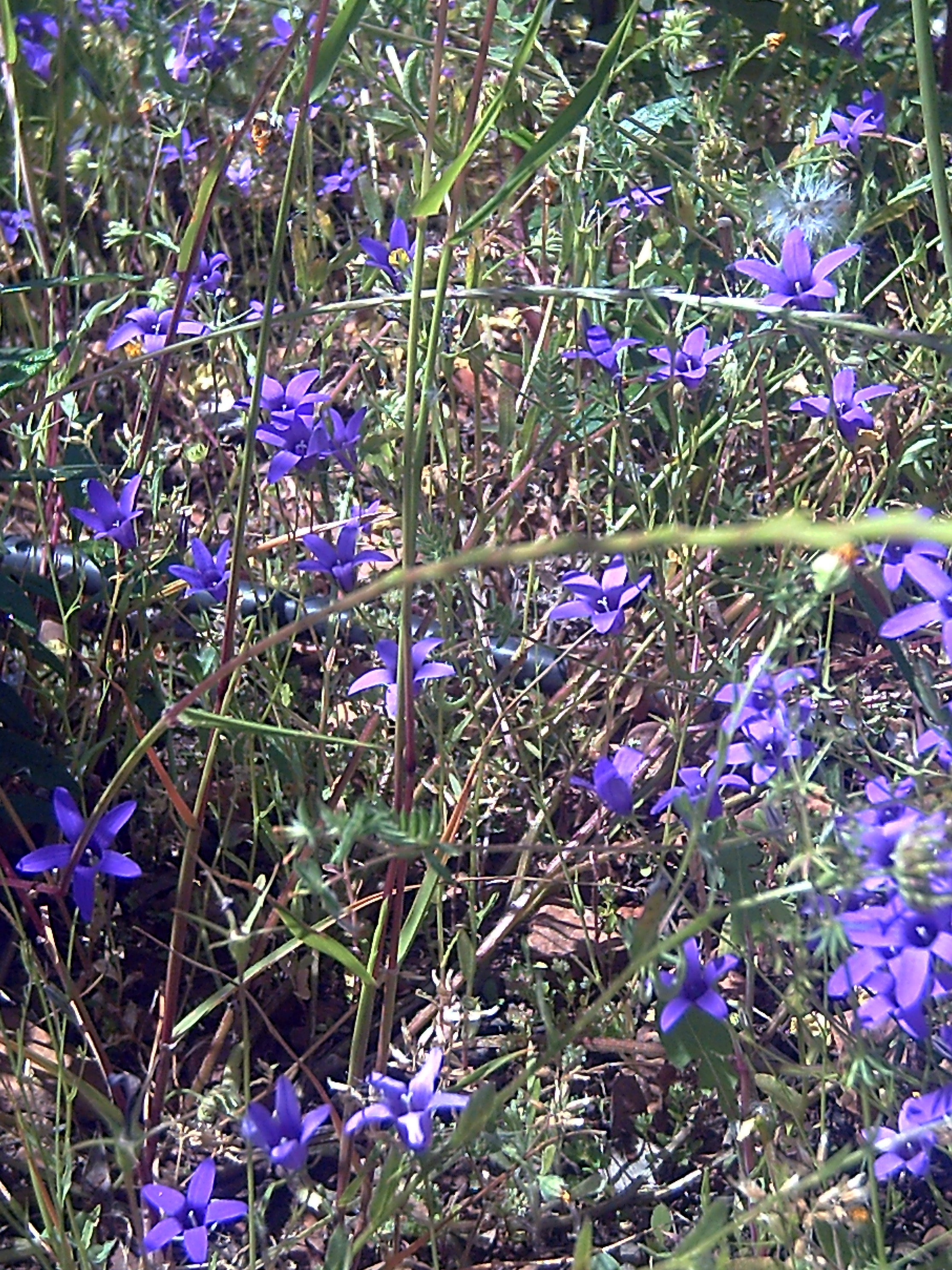
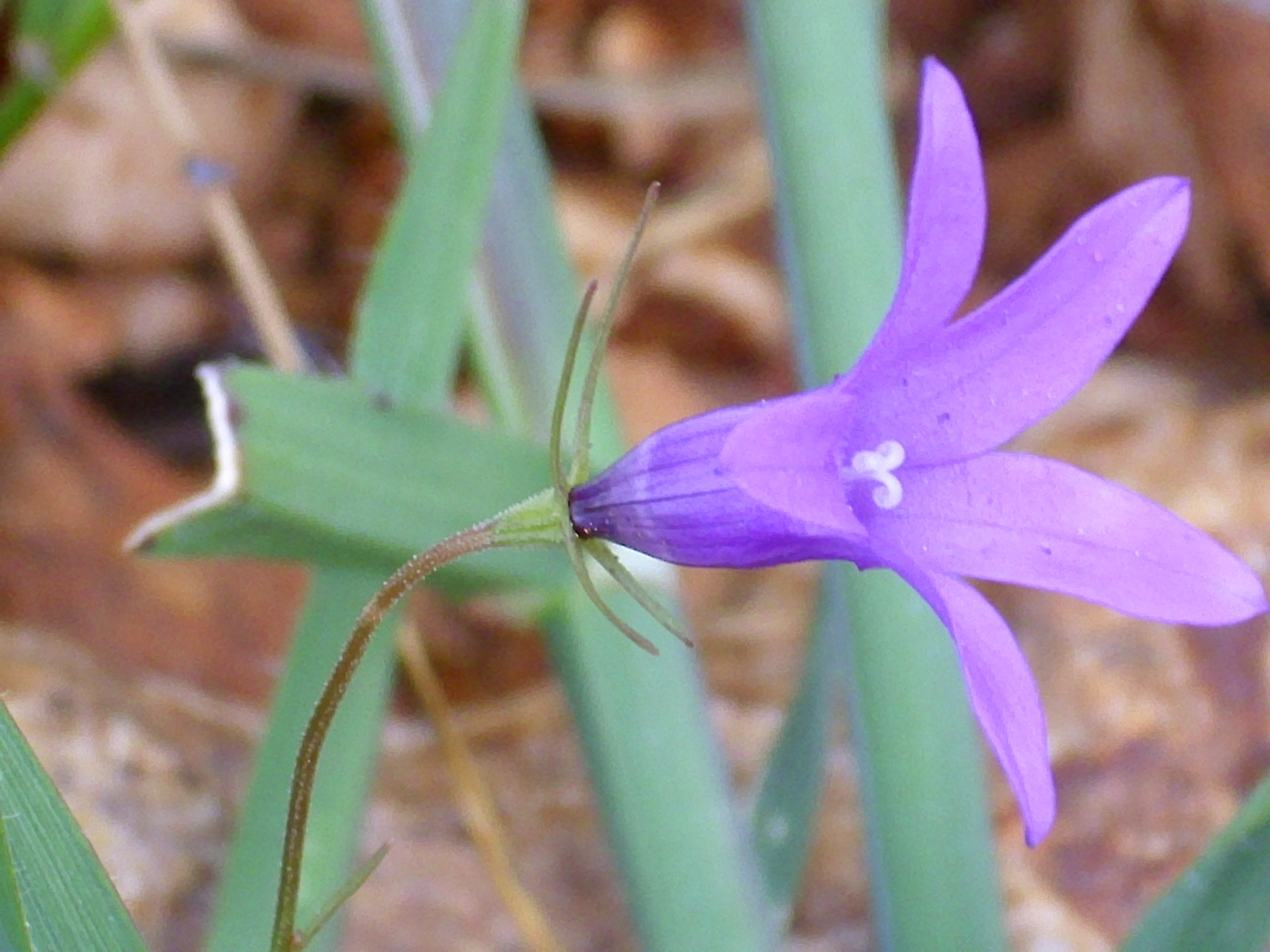
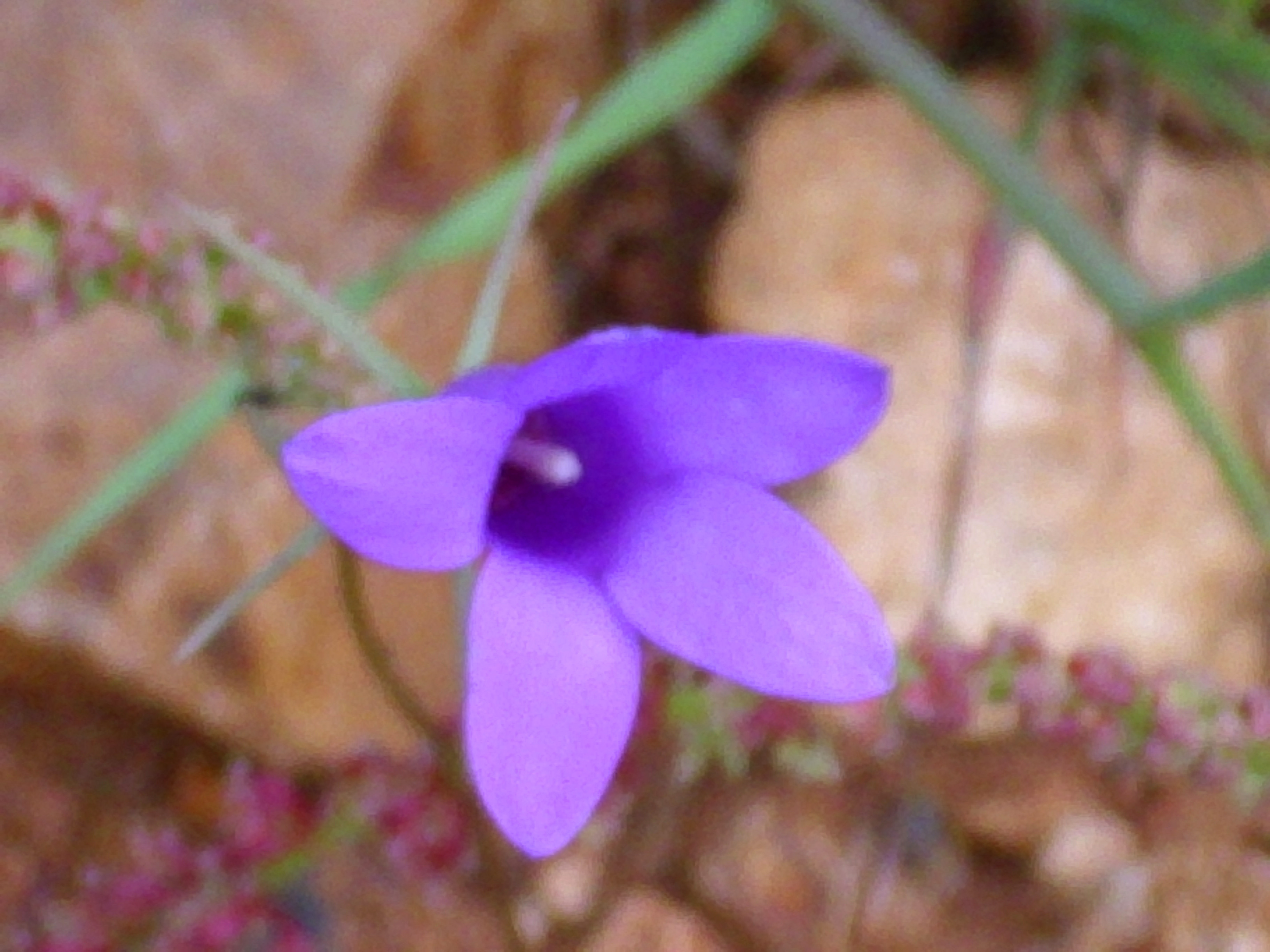